# 1733 a tudományban
Az 1733. év a tudományban és a technikában.

## Találmányok
- Feltalálják a kakukkos órát
- Feltalálják a babakocsit.

## Születések
- február 19. - Daniel Solander botanikus († 1782)
- március 13. - Joseph Priestley kémikus († 1804)
- március 17. - Carsten Niebuhr kartográfus  († 1815)
- május 4. - Jean-Charles de Borda matematikus, fizikus († 1799)
- Alexander Monro anatómus († 1817)
- Kaspar Friedrich Wolff fiziológus és sebész († 1794)